# Badlands (film)
Badlands is een cultfilm en roadmovie uit 1973 van regisseur Terrence Malick. De hoofdpersonages worden vertolkt door Martin Sheen en Sissy Spacek. Badlands is gebaseerd op de moorden van het duo Charles Starkweather en Caril Ann Fugate, de spree killers die in de jaren 1950 actief waren.

## Verhaal
Kit Carruthers, een twintiger, is een vuilnisman die enorm lijkt op James Dean. Holly Sargis is vijftien jaar en woont alleen met haar vader in Fort Dupree, South Dakota. Wanneer Kit verliefd wordt op Holly, laat haar vader weten dat Kit zijn dochter met rust moet laten. Kit wil samen met Holly op de vlucht slaan, maar wanneer haar vader dreigt om de politie te bellen, schiet Kit de man neer. Holly is kwaad, maar besluit toch bij Kit te blijven. Samen steken ze het huis in brand en trekken ze zich terug in een bos.
Daar maken ze een enorme boomhut waar het duo probeert te overleven. Kit houdt zich bezig met het vangen van vis, terwijl Holly zichzelf onderricht met haar schoolboeken. Maar wanneer Kit uit woede met zijn wapen in de rivier schiet, wordt hij door een man opgemerkt. De volgende dag krijgen Holly en Kit bezoek van drie gewapende premiejagers. Kit verstopt zich in een kuil en springt plots tevoorschijn. Hij schiet de drie mannen dood.
Omdat Holly en Kit niet langer in het bos kunnen blijven, gaan ze richting het huis van Cato, de vroegere collega van Kit. De man geeft hen onderdak en vertelt hen dat er op zijn veld oude muntstukken zijn terug te vinden. Wanneer hij stiekem de politie probeert te verwittigen, wordt zijn plannetje ontdekt door Kit, die hem neerschiet. Kit en Holly sleuren Cato naar binnen en laten hem daar sterven. Ook de twee vrienden van Cato, die net op dat moment op bezoek komen, worden door Kit doodgeschoten.
Het tweetal wil naar de badlands van Montana, maar houdt nog eerst een tussenstop in het huis van een rijke man. Ze bedreigen de man en zijn dove huishoudster. Na enkele dagen vertrekken ze ook hier, en nemen ze o.a. de Cadillac van de man mee. Met hun gloednieuwe wagen rijden ze door de woestijn richting Montana. Maar dan lijkt het einde nabij. Een politiehelikopter is hen op het spoor en er ontstaat een klein vuurgevecht. Kit schiet een agent neer en slaat op de vlucht. Holly besluit zich over te geven.
Kit is nu in het nadeel, want de politie is hem op het spoor. Wanneer hij onverwacht door enkele agenten wordt opgemerkt, volgt er een spannende autoachtervolging. Hoewel Kit erin slaagt om weg te rijden van zijn achtervolgers, stopt hij zijn wagen en besluit ook hij om zich over te geven. Kit krijgt de doodstraf voor zijn daden, Holly een voorwaardelijke straf.

## Rolverdeling
| Acteur          | Personage      | Nota                              |
| --------------- | -------------- | --------------------------------- |
| Martin Sheen    | Kit Carruthers | gebaseerd op Charles Starkweather |
| Sissy Spacek    | Holly Sargis   | gebaseerd op Caril Ann Fugate     |
| Warren Oates    | Holly's vader  |                                   |
| Ramon Bieri     | Cato           |                                   |
| Alan Vint       | Hulpsheriff    |                                   |
| Gary Littlejohn | Sheriff        |                                   |

## Trivia
- Badlands is de debuutfilm van regisseur Terrence Malick.
- Terrence Malick is zowel scenarist, producer als regisseur van Badlands.
- Badlands baseerde zich op de moorden van Charles Starkweather en Caril Ann Fugate. Ook de film Natural Born Killers van Oliver Stone is hierop geïnspireerd.
- Een verwijzing naar de film komt voor in het nummer Nothing really ends van dEUS: "The one where Martin Sheen waves his arm to the girl in the street".